# Vitakridrinda
Vitakridrinda là một chi khủng long, được Malkani mô tả khoa học năm 2006.